# Backlock

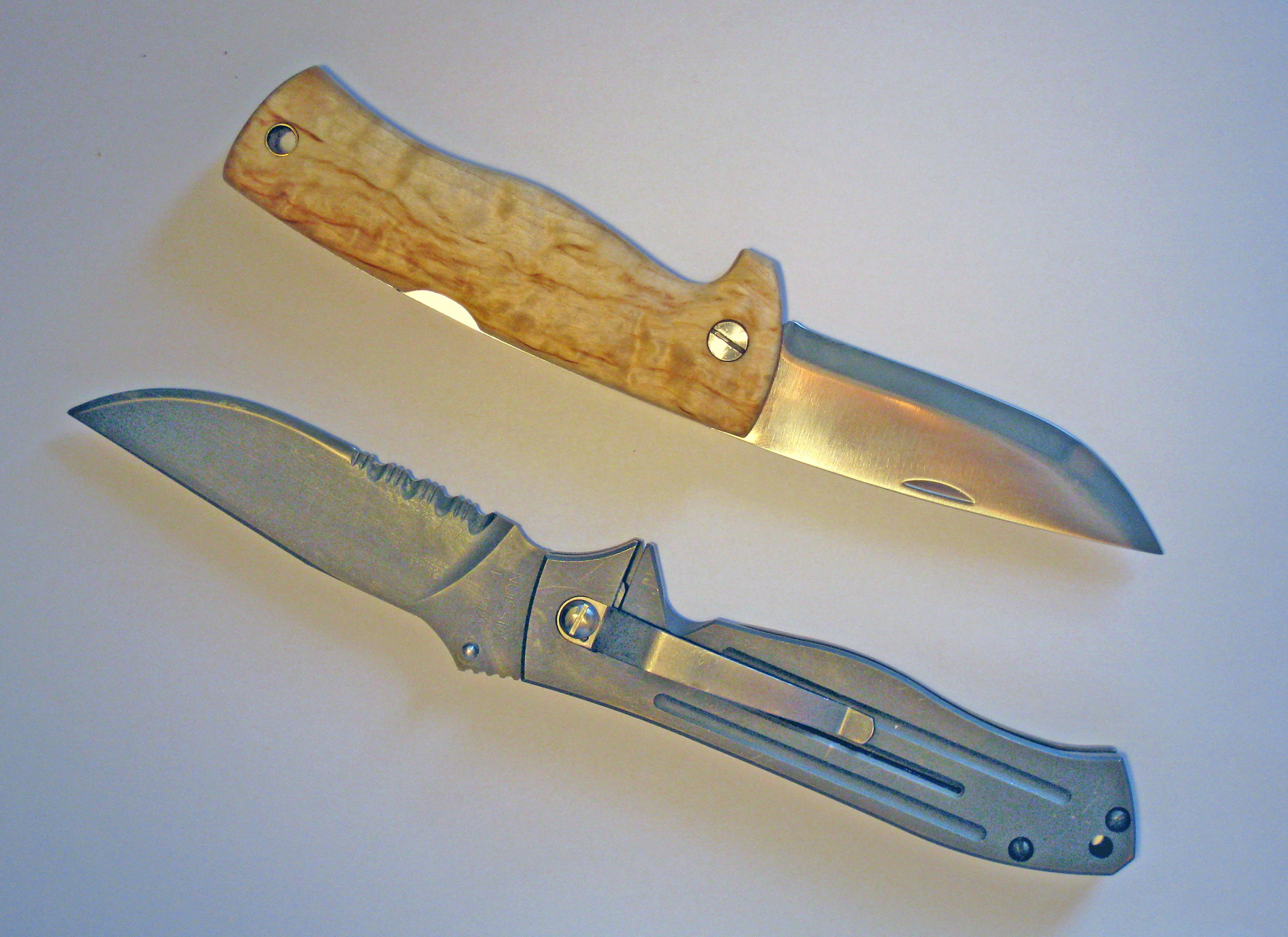
Klappmesser mit Backlock (oben) und Frame-Lock (unten)

Ein Backlock (englisch lockback) oder Wippenverriegelung ist ein Mechanismus zur Arretierung der Klinge von feststellbaren Klappmessern.
Dabei ist zwischen den Platinen des Griffs eine lange gefederte Wippe untergebracht, deren vorderes Ende in einen Haken übergeht. Dieser rastet in eine Nut am Klappgelenk der Klinge ein, wenn sie vollständig aufgeklappt wird.
Zum Entriegeln der Klinge muss der Haken aus der Nut gehoben werden, indem der hintere Hebel der Wippe gegen den Federdruck nach unten gedrückt wird. Üblicherweise liegt er dort durch eine Aussparung im hinteren Ende des Griffrückens frei.
Es existieren Variationen, wo der Hebel mittig oder vorn am Griffrücken gelagert ist. Zur Unterscheidung bezeichnet man sie im Englischen mit mid lock und front lock.
Ein Backlock-Klappmesser ist mit wenigen Bauteilen besonders stabil, aber oft relativ schwer, zum Zuklappen werden außerdem oft beide Hände benötigt, und die künstlerische/ergonomische Gesamtgestaltung des Griffes ist Einschränkungen unterworfen.